# Медицинская диагностика

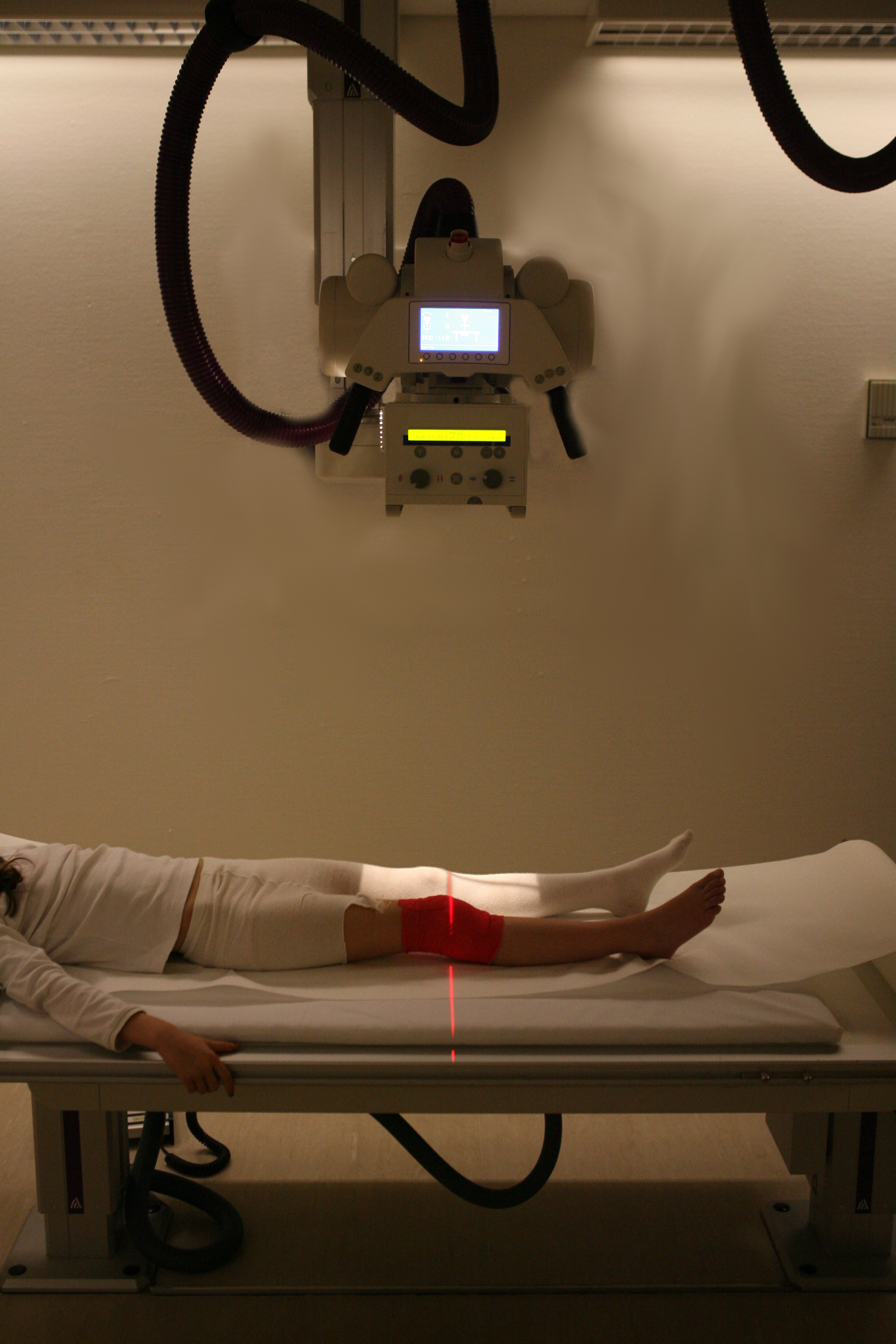
Радиография — один из методов диагностики определённых заболеваний

Медици́нская диагно́стика (от др.-греч. δια-γνωστικος, diagnosticos — способный распознавать) — процесс установления диагноза, то есть заключения о сущности болезни и состоянии пациента, выраженное в принятой медицинской терминологии. Этим же термином называется и раздел клинической медицины, изучающий содержание, методы и последовательные ступени процесса распознавания болезней или особых физиологических состояний.
Основными разделами диагностики как научного предмета являются семиотика, методы обследования больного и методологические основы установления диагноза.
Диагностика основывается на всестороннем и систематическом изучении больного, которое включает в себя сбор анамнеза, объективное исследование состояния организма, анализ результатов лабораторных исследований крови и различных выделений, рентгенологические исследования, графические методы, эндоскопию, биопсию и другие методы.
В настоящее время в различных областях медицины применяются специфические для данной области методы диагностики. Например, в общей хирургии применяются нижеизложенные методы:
- внешний осмотр (как правило, осматривается общий вид пациента: цвет и структура кожных покровов, слизистых, места источника боли и т. п.);
- биопсия — исследование под микроскопом (гистологическое исследование) биоптата (образца ткани, взятого из живого организма);
- лапароскопия — исследование брюшной полости с помощью специальной камеры, которая вводится в брюшную полость через разрез шириной приблизительно 1-1,5 сантиметра;
- исследование с помощью зондов, специальной камеры (в том числе желудочно-кишечного тракта);
- пальпация (применяется, как правило, для первичного определения закрытых переломов и трещин костей, первичной диагностики некоторых хирургических синдромов);
- рентгенография (как правило, в травматологии и пульмологии);
- ультразвуковое исследование и др.
- Лабораторная диагностика — совокупность методов, направленных на анализ исследуемого материала с помощью различного специализированного оборудования.
- электродиагностика — применение гальванического и индукционного тока с целью распознавания заболевания нервно-мышечной системы[3].